# Kleinfrauenhaid

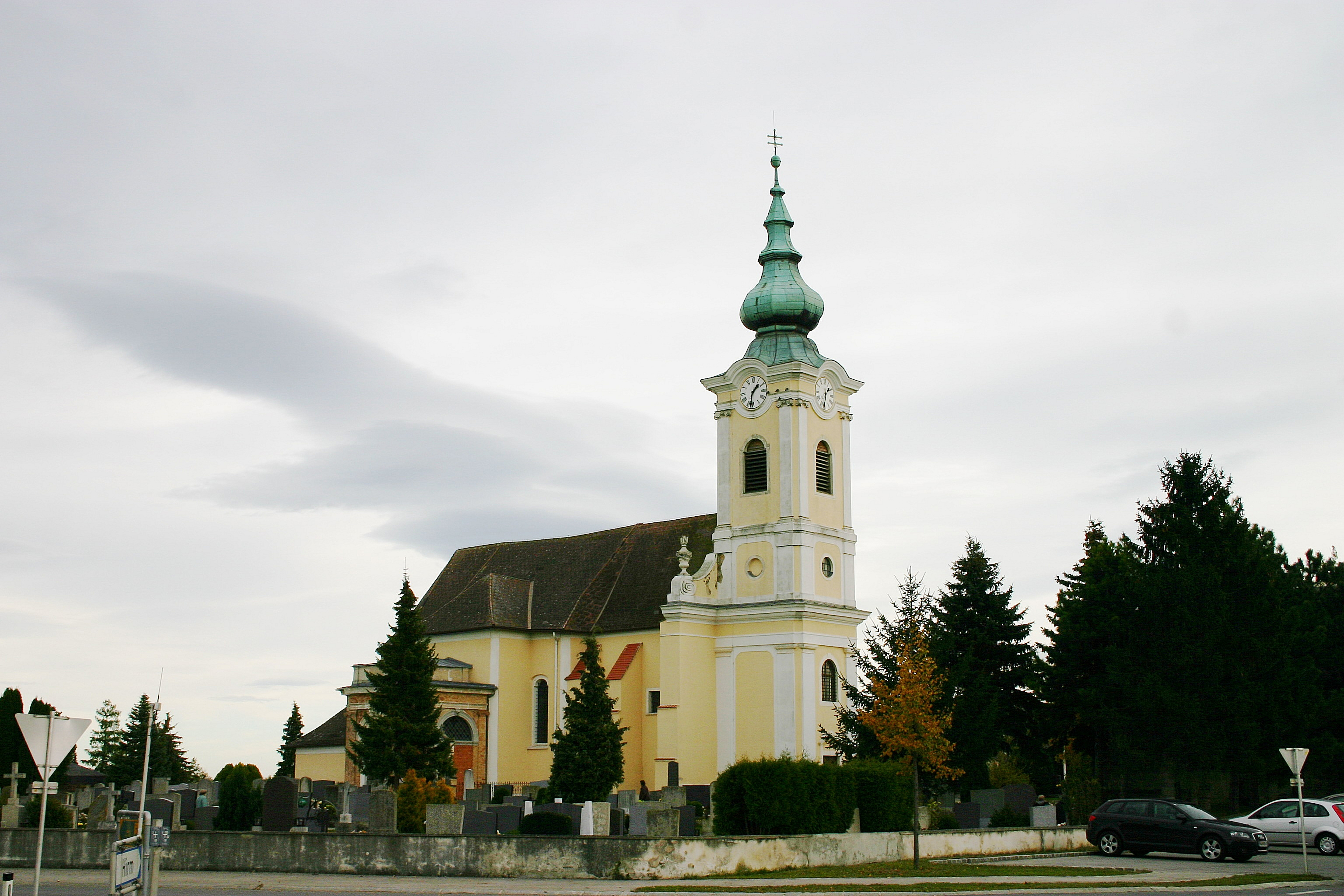
Mariä-Himmelfahrt-Kirche

Kleinfrauenhaid (ungarisch Kisboldogasszony, kroatisch Svetica, auch Maria-Haid) ist ein Kirchweiler und Ort der Gemeinde Zemendorf-Stöttera im Bezirk Mattersburg im Burgenland in Österreich.

## Geografie
Der Ort liegt etwa 4,5 km nördlich des Bezirksvorortes Mattersburg, direkt an der Burgenland Schnellstraße (S 31).

## Geschichte
Die erste Erwähnung des Ortes Kleinfrauenhaid erfolgt 1299. In einer Urkunde des Jahres 1261 erfolgte zuvor bereits eine Nennung der Pfarre, aus der allerdings nicht eindeutig hervorgeht ob der Weiler zu dieser Zeit ebenfalls bestand. Von 1692 bis 1781 war die Pfarre dem Stift Lambach inkorporiert. 
Im Jahr 1683 kam es zu einer schweren Beschädigung des Kirchturms durch osmanische Truppen, die an der Zweiten Türkenbelagerung von Wien teilnahmen. Durch ein von Fürst Paul I. Esterházy im Jahr 1694 gestiftete Gnadenbild setzten die ersten Wallfahrt nach Kleinfrauenhaid ein. 
Der Ort gehörte wie das gesamte Burgenland bis 1920/21 zu Ungarn (Deutsch-Westungarn). Ab 1898 musste aufgrund der Magyarisierungspolitik der Regierung in Budapest der ungarische Ortsname Kisboldogasszony verwendet werden. Nach Ende des Ersten Weltkriegs wurde nach zähen Verhandlungen Deutsch-Westungarn in den Verträgen von St. Germain und Trianon 1919 Österreich zugesprochen. Seit 1921 gehört Kleinfrauenhaid zum damals neu gegründeten Bundesland Burgenland (siehe auch Geschichte des Burgenlandes).

## Kultur und Sehenswürdigkeiten
- Pfarr- und Wallfahrtskirche Mariä Himmelfahrt
- Friedhofskapelle zum Heiligen Geist, vermutlich Vorgängerkirche der Wallfahrtskirche
- Friedhofsmauer mit drei Kapellen und Nischen
- Pfarrhof
- Bildstöcke: Hl. Johannes Nepomuk (1736), Tabernakelpfeiler (15. Jahrhundert), Immaculata (1894), Kreuzbergäckerkreuz (1666).

## Persönlichkeiten
- Romanus Weichlein (1652–1706), Komponist und Violinist des Barock, war hier Pfarrer